# Некрасов, Александр Иванович
Алекса́ндр Ива́нович Некра́сов (27 ноября [9] декабря 1883, Москва — 21 мая 1957, Москва) — русский и советский механик и математик, специалист в области гидродинамики, теоретической и прикладной механики, функционального анализа, академик Академии наук СССР (1946). Лауреат Сталинской премии второй степени (1952).

## Биография
Александр Некрасов родился в Москве, в дворянской семье. Старший из троих сыновей; младший брат Алексей (1885—1950) — искусствовед. Рано, в 10-летнем возрасте, потерял отца, в дальнейшем воспитанием детей занималась мать, Анна Александровна.
Получив домашнее начальное образование, в 1901 году с золотой медалью окончил 5-ю Московскую гимназию. В том же году поступил на математическое отделение физико-математического факультета Московского университета. В годы учёбы испытал сильное влияние Н. Е. Жуковского; ещё студентом получил золотую медаль за работу «Теория спутников Юпитера».
Окончил университет в 1906 году и был оставлен в нём для подготовки к профессорскому званию. Приват-доцент кафедры астрономии и геодезии и приват-доцент по кафедре прикладной математики (теоретической механики; 1911—1917) физико-математического факультета; с 1917 года — доцент физико-математического факультета. Преподавал математику и физику в женских средних учебных заведениях Москвы (1906—1917), специальные разделы механики на Московских высших женских курсах (с 1915).
В 1918—1921 годах — профессор, заведующий кафедрой теоретической механики, декан инженерно-строительного факультета, затем ректор (с сентября 1921) Иваново-Вознесенского политехнического института. С 1922 года — профессор МГУ. Вошёл в руководство НИИ математики и механики МГУ вскоре после его создания (1922).
В 1922—1932 годах читал курс теоретической механики студентам Московского высшего технического училища; при этом впервые в лекциях по этому предмету, предназначенных для студентов втузов, широко применялся аппарат векторной алгебры. В 1932—1933 гг. в виде двух частей был опубликован учебник А. И. Некрасова «Курс теоретической механики в векторном изложении», основу которого составил материал этих лекций и который получил в своё время широкое распространение в качестве основного учебника по теоретической механике, рекомендованного во многих технических вузах Советского Союза.
В 1933—1938 и 1943—1957 годах — заведующий кафедрой теоретической механики МГУ.
В 1932 году избран членом-корреспондентом АН СССР, в 1946 году — академиком. Заместитель заведующего Главпрофобром Наркомпроса РСФСР (1922—1929), член Механической комиссии по составлению новой программы для университетов (1933).
С 1923 года введён в Коллегию (руководящий орган института) Центрального аэро-гидродинамического института (ЦАГИ). Заместитель начальника ЦАГИ (1930—1938) и заместитель председателя Ученого совета (1937). Член Высшей аттестационной комиссии при Всесоюзном комитете по делам высшей школы при СНК СССР (1934—1938).
В 1938 году был необоснованно осуждён (по делу А. Н. Туполева) на 10 лет по статье 58 УК РСФСР. С января 1938 по август 1943 года работал в ЦКБ-29 НКВД, занимался научными исследованиями в области авиации. Освобождён досрочно в 1943 году; после выхода из заключения болел тяжёлой формой астмы.
Работал в Институте механики АН СССР в должности заведующего отделом аэрогидромеханики (1945—1957). Вошёл в Первоначальный состав Национального комитета СССР по теоретической и прикладной механике (1956).
Умер 21 мая 1957 года. Похоронен в Москве на Пятницком кладбище.

Преподаватели и студенты ИВПИ (1922). Сидят: второй слева — В. В. Сушков, третий слева — А. А. Борнеман, в центре — А. И. Некрасов, стоит — 8-й слева Г. Э. Проктор

## Научная деятельность
Опубликовал более 100 научных работ.
Основные труды относятся к области гидроаэромеханики, прикладной механики, теории интегральных уравнений.
Предложил и развил новые методы исследования установившихся волн конечной амплитуды на поверхности тяжёлой несжимаемой жидкости (в 1952 году за монографию «Точная теория волн установившегося вида на поверхности тяжёлой жидкости» А. И. Некрасову была присуждена Сталинская премия II степени). Поставил и решил ряд задач, относящихся к струйному обтеканию криволинейного профиля сжимаемой и несжимаемой жидкостью. Построил теорию крыла в нестационарном потоке.
А. И. Некрасову принадлежат работы по теории диффузии вихря в вязкой жидкости и теории неустановившихся колебаний (флаттера) крыла самолёта, а также математические работы по методам решения нелинейных интегральных и интегродифференциальных уравнений и функциональному анализу.

### Основные работы
Книги
- «Теоретическая механика. Лекции» (1923)
- учебник «Гидродинамика» (1930)
- «Гидродинамика. Записки лекций» (1932)
- учебник «Курс теоретической механики в векторном изложении» (чч. 1-2, 1932—1933)
- монография «Теория крыла в нестационарном потоке» (1947)
- монография «Точная теория волн установившегося вида на поверхности тяжёлой жидкости» (1951)
- Собрание сочинений. М., 1961—1962. Т. 1-2.

Статьи
- «О волне Стокса» (1919)
- «О волнах установившегося вида» (1922)
- «Диффузия вихря» (1931)
- «Об одном классе линейных интегродифференциальных уравнений» (1934)
- «Применение теории интегральных уравнений к определению критической скорости флаттера крыла самолёта» (1947)
- «Работы С. А. Чаплыгина по аэродинамике» (1947)

## Награды и премии
- орден Ленина (1953)

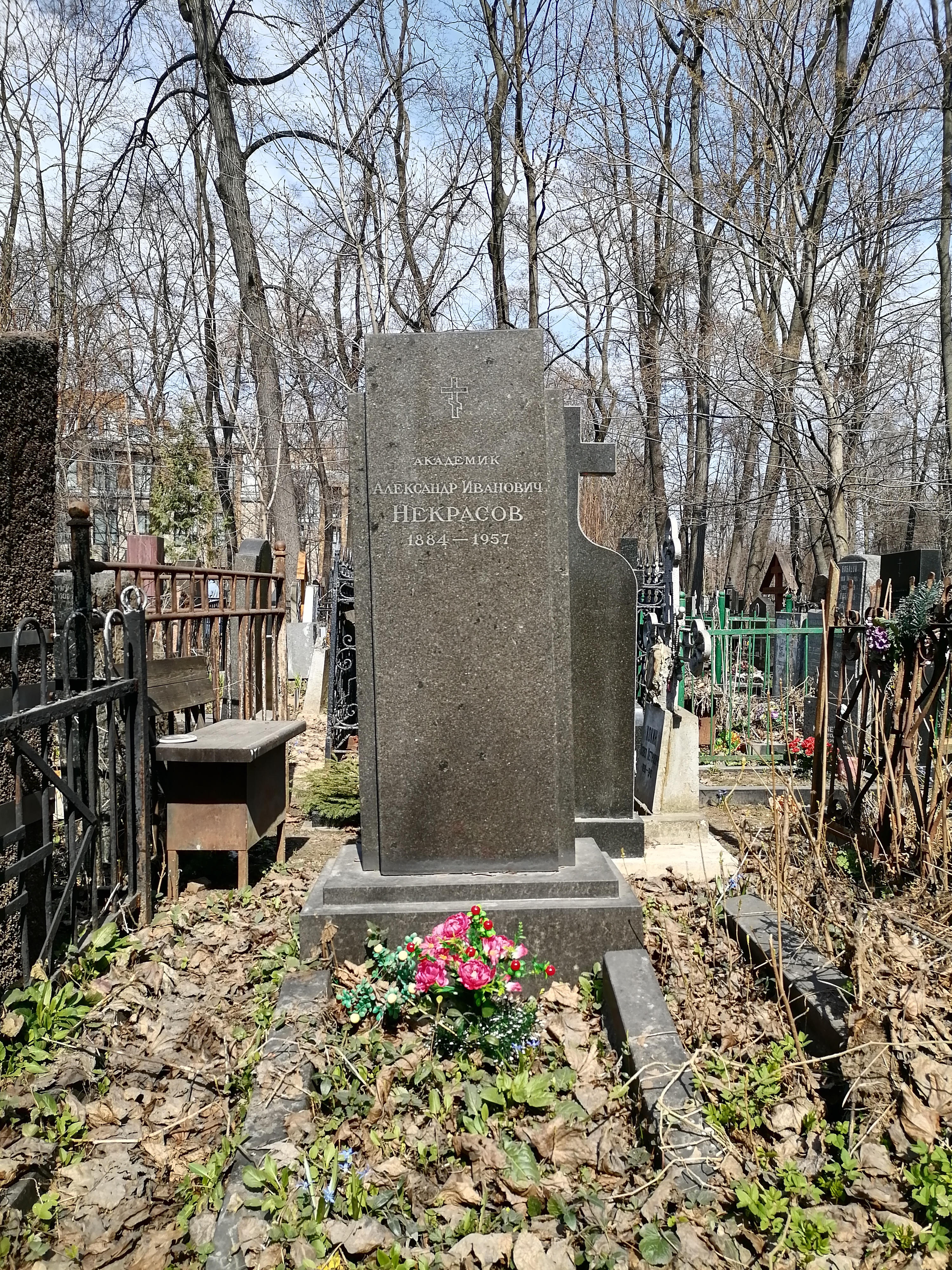
Могила на Пятницком кладбище

- Орден Трудового Красного Знамени (10.06.1945)
- Орден Красной Звезды (1933?)
- Медаль «В память 800-летия Москвы»
- Первый лауреат премии Н. Е. Жуковского (1922)
- Лауреат премии Наркомпроса (1931)
- Заслуженный деятель науки и техники РСФСР (1947)
- Сталинская премия второй степени (1952) — за научный труд «Точная теория волн установившегося вида на поверхности тяжёлой жидкости» (1951)